# Благодатное (Херсонский район)
Благодатное (укр. Благодатне, до 2016 года — Петровское) — село в Чернобаевской сельской общине Херсонского района Херсонской области Украины.
Почтовый индекс — 75011. Телефонный код — 5547. Код КОАТУУ — 6520384701.

## Население
Население по переписи 2001 года составляло 1023 человека.

### Языковой состав
Родной язык населения по данным переписи 2001 года:
| Язык       | Численность, чел. | Доля     |
| ---------- | ----------------- | -------- |
| Украинский | 940               | 91,89 %  |
| Русский    | 76                | 7,43 %   |
| Другое     | 7                 | 0,68 %   |
| Итого      | 1 023             | 100,00 % |

## Местный совет
75011, Херсонская область, Белозёрский р-н, с. Благодатное, ул. Херсонская, 17